# Vienna (Geórgia)
Vienna é uma cidade localizada no estado americano de Geórgia, no Condado de Dooly.

## Demografia
Segundo o censo americano de 2000, a sua população era de 2973 habitantes.
Em 2006, foi estimada uma população de 2916, um decréscimo de 57 (-1.9%).

## Geografia
De acordo com o United States Census Bureau tem uma área de
13,6 km², dos quais 13,6 km² cobertos por terra e 0,0 km² cobertos por água. Vienna localiza-se a aproximadamente 108 m acima do nível do mar.

## Localidades na vizinhança
O diagrama seguinte representa as localidades num raio de 20 km ao redor de Vienna.